# Сникере, Велта
Велта Сникере (латыш. Velta Sniķere, в замужестве Уилсон, англ. Velta Snikere Wilson; 25 декабря 1920[…], Великие Луки, Псковская губерния — 9 декабря 2022, Лондон) — латышская поэтесса и преподаватель йоги.

## Биография
Родилась в семье врача Рейнхольдса Сникерса (1893—1953), впоследствии руководителя отоларингологической клиники Латвийского университета. Племянница крупного латвийского медика Петериса Сникерса. Рождение дочери застало родителей на пути в Латвию из России.
Окончила Первую гимназию в Риге и поступила на философский факультет Латвийского университета. С отрочества занималась поэзией и йогой, в том числе под руководством основателя Латвийского общества йоги Харийса Дикманиса. В 1941 году дебютировала в печати со стихами. В 1944 году перед возвращением Советской Армии в Латвию бежала в Австрию. С 1946 года жила в Лондоне. В 1991 году получила возможность вновь посещать Латвию.
В 1950 году приняла участие в коллективном сборнике трёх латышских поэтов, вышедшем в Стокгольме, вместе с Дзинтарсом Содумсом и Оярсом Егенсом; откликаясь на книгу, Валдемарс Дамбергс охарактеризовал поэзию Сникере как импрессионистическую, местами призрачную, уделяющую большое внимание звуковой и формальной стороне стиха. В 1961 году в Чикаго вышел первый самостоятельный сборник Сникере, с обложкой Оярса Штейнерса и портретом автора работы Валдемара Тоне; поэт Гунарс Салиньш отмечал уникальный авторский голос Сникере, соединивший интерес к индийской философской традиции с влиянием Поля Валери и Райнера Марии Рильке. Следующая книга стихов Сникере вышла в 1967 году в Копенгагене. Начиная с 1991 года, поэзия Сникере публикуется в Латвии. В переводах Сникере на английский язык публиковались книги латышских поэтов Андрейса Эглитиса и Зинаиды Лазда, в 2019 году вышел подготовленный Сникере английский перевод латышских дайн. На латышский язык Сникере переводила стихи Рильке, Уильяма Блейка, Чеслава Милоша.
В 1954—1958 гг. танцевала индийские танцы в труппе под руководством Рама Гопала. С 1965 года преподавала йогу, в 1972 году организовала в Англии курсы преподавателей йоги.
Музыку на стихи Сникере писал Албертс Ерумс (в том числе кантата «Не плачь, сестрёнка!», латыш. Neraudi, māsiņ!).
В 2007 году удостоена ордена Трёх звёзд IV степени. В 2018 году Велте Сникере присуждена Латвийская премия года по литературе за жизненный вклад. Поздравляя Сникере со столетием, президент Латвии Эгилс Левитс отметил: «Свой век Вы наполнили духовной мудростью, любовью к своему народу и стране. Это служит вдохновением и примером для других». Институт литературы, фольклора и искусства Латвийского университета провёл к столетию поэтессы научно-творческую конференцию.
«Я никогда не хотела быть поэтом, это просто случилось. Стихи не были важны для меня, но люди видели их, читали, передавали друг другу, приносили в газеты, там их печатали. Без моего ведома. И когда их стали печатать больше, другие поэты сказали мне, что и я поэт, и так я об этом узнала. А иначе и не узнала бы. Это просто случалось со мной, как дыхание», — сказала Сникере в интервью по случаю своего столетия.
В 2020 году была награждена Почётной грамотой Кабинета Министров Латвии
Скончалась 9 декабря 2022 года.